# Marie Luise xứ Hessen-Kassel
Marie Luise xứ Hessen-Kassel (7 tháng 2 năm 1688 – 9 tháng 4 năm 1765) là một nhiếp chính Hà Lan, trở thành Thân vương phi xứ Oranje sau khi kết hôn với John William Friso, Thân vương xứ Orange, và nhiếp chính của Hà Lan trong thời kỳ con trai và cháu trai của bà còn nhỏ. Marie là con gái của Karl I, Bá tước xứ Hessen-Kassel và Maria Amalia xứ Courland. Từ năm 1939 đến năm 1941 và một lần nữa từ năm 1943 đến năm 2022, bà và chồng là tổ tiên chung gần nhất của tất cả các vị vua hiện đang trị vì ở Châu Âu.
Marie Luise nổi tiếng vì đã từng giữ chức nhiếp chính trong hai thời kỳ trong lịch sử Hà Lan: dưới thời trị vì của con trai nhỏ của bà là Willem IV xứ Oranje từ năm 1711 và 1730, và của cháu trai nhỏ của bà, Willem V xứ Oranje, từ năm 1759 đến năm 1765. Bà thường được thần dân Hà Lan gọi một cách trìu mến là Marijke Meu (Dì Maria).